# 相打ち
相打ち（相討ち、相撃ち、あいうち）とは、剣術、剣道などで、双方が同時に相手を倒すること。転じて勝敗のないことである。

## 剣術
剣術流派においては、相打ちを極意とするところもあり、こうした傾向は江戸時代後期では特に強い。相打ちを重要視している剣術は、陰流系統の流派に多い。「皮を斬らせて肉を断つ〜骨を斬らせて髄を断つ」 とあるように、剣術流派における相打ちの概念とは、自分が勝って生き残ることが前提である。相打ちに見えるようで、相打ちではない場合もある（ボクシングのクロスカウンターに似た側面がある）。これはどのような達人同士であってもわずかに実力差が生じるためとされる。事例としては柳生三厳の逸話 であり、映画『七人の侍』にも引用されている。

### 剣術流派における相討ちによる上達論
無住心剣流の剣術家 針ヶ谷夕雲正成は、「禅の悟りの上において（中略）、互角の者には相討ちしかない。この相討ちを抜けたところに剣の奥義がある。「相抜」が我が流の極意である」と話した。この夕雲の奥義を極めた者の筆頭が小田切一雲（空純流）であり、「初心者は相討ちだけを考えよ。相討ちは十分の勝ち。ただし勝とうと思ってはならぬ、また負けまいと思ってもならぬ。勝負を忘れて、相手の剣の下へ無我無心で入れ。これにより上手には相討ち、下手には勝ちを得る。さらに修業をつみ重ねれば、上手にも勝ちを得るようになる」とし、迷わず相討ちをすれば、弱い者でも実力以上の力が働くと説いている。これは防具を身につけているからこそ可能な練習法であり、真剣での戦闘結果では、全く同じ打突などはありえず、日本拳法でもその点を説いている。

### 真剣での技
真剣を用いた相討ち技として、敵の面斬りを避けるでも防ぐでもなく、同時面斬りで対応することで、互いの斬撃を相殺し、わずかに押し切ることで微妙に相手の斬撃をずらす「合撃（がっしうち）」という技が新陰流兵法の雷相刀の中にあり、相討ちに持ち込むことで活路を見い出すという高度なものである。一歩間違えれば危険な技であるが、これは真剣での勝負では、避けるか防ぐかなどと判断している瞬時にやられかねないため、攻防一体の技として相討ちを技にしたものである。理屈としては、黙って何もせず、斬られるくらいなら刀を振り下ろせというものであるが、極めれば、避ける必要もなくなる。

## 剣道
相打ちは試合中に両者の有効打突が同時に行われること。双方の打突とも無効打突となる。面の時は、相面といい、小手の時は、相小手と呼ばれる。

## その他
- 日本拳法でも達人が相打ちを重要視している（心構えの一つとして）[7]。
- 戦国時代、弓矢の達人と鉄砲の達人が相撃ち死したという伝承が稲沢市にはある[8]。『信長公記』に記述される橋本一巴と林弥七郎（在地伝承では三郎）の話。
- 江戸時代の決闘の話の一つに、闘いが長引き、両者とももう助からないほど流血したため、互いの同意で、潔く同時に喉を突き、相打ち死した（喧嘩両成敗と感覚は同じであり、互いに後悔や遺恨の念が残らない意図・配慮がある）。これは意図的に相打ち死した事例である。類話として、『アーサー王物語』に登場するベイリン・ベイラン兄弟の話がある。

## 相討ち死した人物
- 北条宗方
- 小野忠明の祖父
- 筑紫広門の弟（厳密には時間差あり）
- サームプラヤーの兄2人